# جس پای
جس پای (به انگلیسی: Jesse Pye) بازیکن فوتبال زادهٔ ۲۲ دسامبر ۱۹۱۸ اهل انگلستان بود که سابقهٔ بازی در تیم ملی فوتبال انگلستان را در کارنامهٔ خود دارد. وی در تاریخ ۲۱ سپتامبر ۱۹۴۹ تنها بازی ملی خود را در مقابل تیم ملی فوتبال جمهوری ایرلند انجام داد.